# Liste des municipalités du Nicaragua

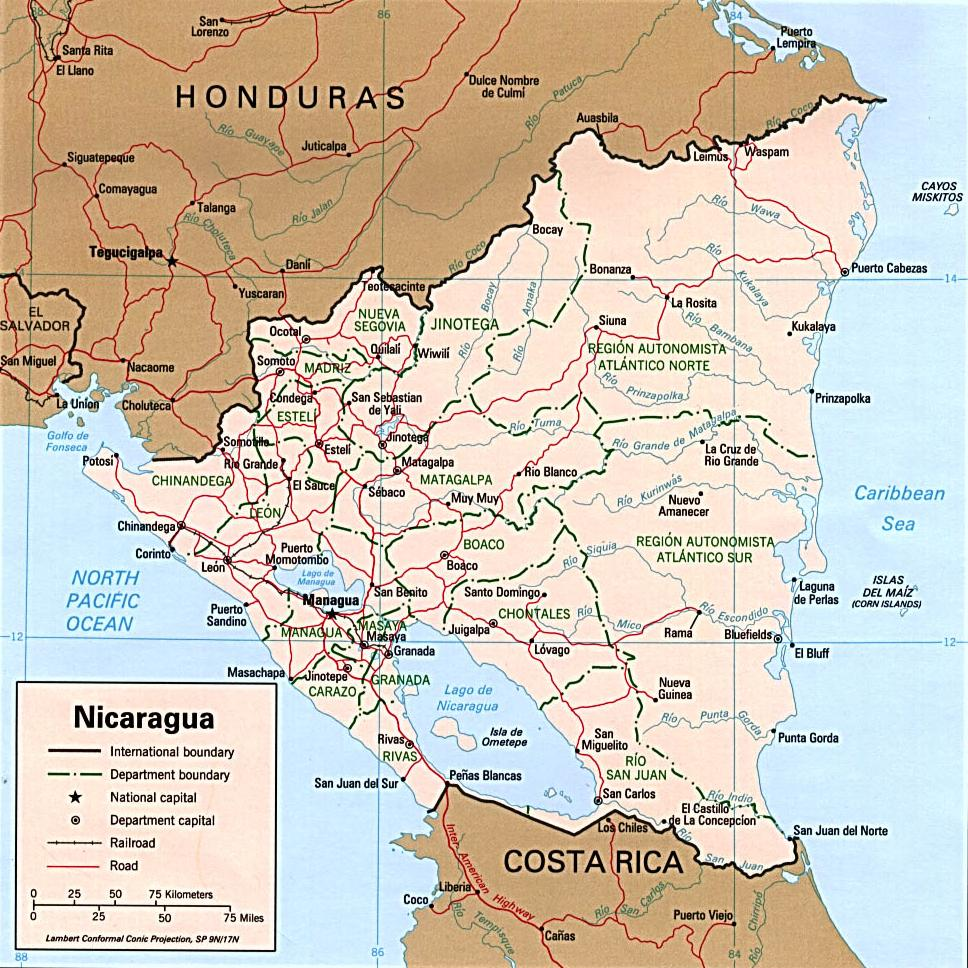
Carte du Nicaragua (1997).

Le Nicaragua est subdivisé en 153 municipalités, réparties entre 15 départements et 2 régions autonomes.
| Sommaire | |
| Municipalités triées par département : Boaco · Carazo · Chinandega · Chontales · Estelí · Granada Jinotega · León · Madriz · Managua · Masaya · Matagalpa · Nueva Segovia · Rivas · Río San Juan · Atlántico Norte · Atlántico Sur | Municipalités triées par ordre alphabétique : A · B · C · D · E · G · I J · K · L · M · N · O · P Q · R · S · T · V · W · Y |

| Boaco                   |
| Camoapa                 |
| San José de los Remates |
| San Lorenzo             |
| Santa Lucía             |
| Teustepe                |

| Diriamba         |
| Dolores          |
| El Rosario       |
| Jinotepe         |
| La Conquista     |
| La Paz de Carazo |
| San Marcos       |
| Santa Teresa     |

| Chichigalpa             |
| Chinandega              |
| Cinco Pinos             |
| Corinto                 |
| El Realejo              |
| El Viejo                |
| Posoltega               |
| Puerto Morazán          |
| San Francisco del Norte |
| San Pedro del Norte     |
| Santo Tomás del Norte   |
| Somotillo               |
| Villa Nueva             |

| Acoyapa                |
| Comalapa               |
| El Coral               |
| Juigalpa               |
| La Libertad            |
| San Francisco de Cuapa |
| San Pedro de Lóvago    |
| Santo Domingo          |
| Santo Tomás            |
| Villa Sandino          |

| Condega      |
| Estelí       |
| La Trinidad  |
| Pueblo Nuevo |
| Limay        |
| San Nicolás  |

| Diriá    |
| Diriomo  |
| Granada  |
| Nandaime |

| El Cuá-Bocay            |
| Jinotega                |
| La Concordia            |
| San José de Bocay       |
| San Rafael del Norte    |
| San Sebastián de Yalí   |
| Santa María de Pantasma |
| Wiwilí de Jinotega      |

| El Jicaral             |
| El Sauce               |
| La Paz Centro          |
| Larreynaga-Malpaisillo |
| León                   |
| Nagarote               |
| Quezalguaque           |
| San José de Achuapa    |
| Santa Rosa del Peñón   |
| Telica                 |

| Las Sabanas           |
| Palacagüina           |
| San José de Cusmapa   |
| San Juan del Río Coco |
| San Lucas             |
| Somoto                |
| Telpaneca             |
| Totogalpa             |
| Yalagüina             |

| Ciudad Sandino       |
| El Crucero           |
| Managua              |
| Mateare              |
| San Francisco Libre  |
| San Rafael del Sur   |
| Ticuantepe           |
| Tipitapa             |
| Villa Carlos Fonseca |

| Catarina            |
| La Concepción       |
| Masatepe            |
| Masaya              |
| Nandasmo            |
| Nindirí             |
| Niquinohomo         |
| San Juan de Oriente |
| Tisma               |

| Ciudad Darío (Metapa) |
| Esquipulas            |
| Matagalpa             |
| Matiguas              |
| Muy Muy               |
| Rancho Grande         |
| Río Blanco            |
| San Dionisio          |
| San Isidro            |
| San Ramón             |
| Sébaco                |
| Terrabona             |
| Tuma-La Dalia         |

| Ciudad Antigua          |
| Dipilto                 |
| El Jícaro               |
| Jalapa                  |
| Macuelizo               |
| Mozonte                 |
| Murra                   |
| Ocotal                  |
| Quilalí                 |
| San Fernando            |
| Santa María             |
| Wiwilí de Nueva Segovia |

| Altagracia       |
| Belén            |
| Buenos Aires     |
| Cárdenas         |
| Moyogalpa        |
| Potosí           |
| Rivas            |
| San Jorge        |
| San Juan del Sur |
| Tola             |

| El Almendro        |
| El Castillo        |
| Morrito            |
| San Carlos         |
| San Juan del Norte |
| San Miguelito      |

| Bonanza        |
| Prinzapolka    |
| Puerto Cabezas |
| Rosita         |
| Siuna          |
| Waslala        |
| Waspam         |
| Mulukuku       |

| Bluefields                             |
| Bocana de Paiwas                       |
| Corn Island                            |
| Desembocadura de la Cruz de Río Grande |
| El Ayote                               |
| El Rama                                |
| El Tortuguero                          |
| Kukra Hill                             |
| La Cruz de Río Grande                  |
| Laguna de Perlas                       |
| Muelle de los Bueyes                   |
| Nueva Guinea                           |

| Municipalité | Département |
| ------------ | ----------- |
| Acoyapa      | Chontales   |
| Altagracia   | Rivas       |

| Municipalité     | Département     |
| ---------------- | --------------- |
| Belén            | Rivas           |
| Bluefields       | Atlántico Sur   |
| Boaco            | Boaco           |
| Bocana de Paiwas | Atlántico Sur   |
| Bonanza          | Atlántico Norte |
| Buenos Aires     | Rivas           |

| Municipalité          | Département   |
| --------------------- | ------------- |
| Camoapa               | Boaco         |
| Cárdenas              | Rivas         |
| Catarina              | Masaya        |
| Chichigalpa           | Chinandega    |
| Chinandega            | Chinandega    |
| Cinco Pinos           | Chinandega    |
| Ciudad Antigua        | Nueva Segovia |
| Ciudad Darío (Metapa) | Matagalpa     |
| Ciudad Sandino        | Managua       |
| Comalapa              | Chontales     |
| Condega               | Estelí        |
| Corinto               | Chinandega    |
| Corn Island           | Atlántico Sur |

| Municipalité                           | Département   |
| -------------------------------------- | ------------- |
| Desembocadura de la Cruz de Río Grande | Atlántico Sur |
| Dipilto                                | Nueva Segovia |
| Diriá                                  | Granada       |
| Diriamba                               | Carazo        |
| Diriomo                                | Granada       |
| Dolores                                | Carazo        |

| Municipalité  | Département   |
| ------------- | ------------- |
| El Almendro   | Río San Juan  |
| El Ayote      | Atlántico Sur |
| El Castillo   | Río San Juan  |
| El Coral      | Chontales     |
| El Crucero    | Managua       |
| El Cuá-Bocay  | Jinotega      |
| El Jicaral    | León          |
| El Jícaro     | Nueva Segovia |
| El Rama       | Atlántico Sur |
| El Realejo    | Chinandega    |
| El Rosario    | Carazo        |
| El Sauce      | León          |
| El Tortuguero | Atlántico Sur |
| El Viejo      | Chinandega    |
| Esquipulas    | Matagalpa     |
| Estelí        | Estelí        |

| Municipalité | Département |
| ------------ | ----------- |
| Granada      | Granada     |

| Municipalité | Département   |
| ------------ | ------------- |
| Jalapa       | Nueva Segovia |
| Jinotega     | Jinotega      |
| Jinotepe     | Carazo        |
| Juigalpa     | Chontales     |

| Municipalité | Département   |
| ------------ | ------------- |
| Kukra Hill   | Atlántico Sur |

| Municipalité           | Département   |
| ---------------------- | ------------- |
| La Concepción          | Masaya        |
| La Concordia           | Jinotega      |
| La Conquista           | Carazo        |
| La Cruz de Río Grande  | Atlántico Sur |
| La Libertad            | Chontales     |
| La Paz Centro          | León          |
| La Paz de Carazo       | Carazo        |
| La Trinidad            | Estelí        |
| Laguna de Perlas       | Atlántico Sur |
| Larreynaga-Malpaisillo | León          |
| Las Sabanas            | Madriz        |
| León                   | León          |
| Limay                  | Estelí        |

| Municipalité         | Département     |
| -------------------- | --------------- |
| Macuelizo            | Nueva Segovia   |
| Managua              | Managua         |
| Masatepe             | Masaya          |
| Masaya               | Masaya          |
| Matagalpa            | Matagalpa       |
| Mateare              | Managua         |
| Matiguas             | Matagalpa       |
| Morrito              | Río San Juan    |
| Moyogalpa            | Rivas           |
| Mozonte              | Nueva Segovia   |
| Muelle de los Bueyes | Atlántico Sur   |
| Mulukuku             | Atlántico Norte |
| Murra                | Nueva Segovia   |
| Muy Muy              | Matagalpa       |

| Municipalité | Département   |
| ------------ | ------------- |
| Nagarote     | León          |
| Nandaime     | Granada       |
| Nandasmo     | Masaya        |
| Nindirí      | Masaya        |
| Niquinohomo  | Masaya        |
| Nueva Guinea | Atlántico Sur |

| Municipalité | Département   |
| ------------ | ------------- |
| Ocotal       | Nueva Segovia |

| Municipalité   | Département     |
| -------------- | --------------- |
| Palacagüina    | Madriz          |
| Posoltega      | Chinandega      |
| Potosí         | Rivas           |
| Prinzapolka    | Atlántico Norte |
| Pueblo Nuevo   | Estelí          |
| Puerto Cabezas | Atlántico Norte |
| Puerto Morazán | Chinandega      |

| Municipalité | Département   |
| ------------ | ------------- |
| Quezalguaque | León          |
| Quilalí      | Nueva Segovia |

| Municipalité  | Département     |
| ------------- | --------------- |
| Rancho Grande | Matagalpa       |
| Río Blanco    | Matagalpa       |
| Rivas         | Rivas           |
| Rosita        | Atlántico Norte |

| Municipalité            | Département     |
| ----------------------- | --------------- |
| San Carlos              | Río San Juan    |
| San Dionisio            | Matagalpa       |
| San Fernando            | Nueva Segovia   |
| San Francisco de Cuapa  | Chontales       |
| San Francisco del Norte | Chinandega      |
| San Francisco Libre     | Managua         |
| San Isidro              | Matagalpa       |
| San Jorge               | Rivas           |
| San José de Achuapa     | León            |
| San José de Bocay       | Jinotega        |
| San José de Cusmapa     | Madriz          |
| San José de los Remates | Boaco           |
| San Juan de Oriente     | Masaya          |
| San Juan del Norte      | Río San Juan    |
| San Juan del Río Coco   | Madriz          |
| San Juan del Sur        | Rivas           |
| San Lorenzo             | Boaco           |
| San Lucas               | Madriz          |
| San Marcos              | Carazo          |
| San Miguelito           | Río San Juan    |
| San Nicolás             | Estelí          |
| San Pedro de Lóvago     | Chontales       |
| San Pedro del Norte     | Chinandega      |
| San Rafael del Norte    | Jinotega        |
| San Rafael del Sur      | Managua         |
| San Ramón               | Matagalpa       |
| San Sebastián de Yalí   | Jinotega        |
| Santa Lucía             | Boaco           |
| Santa María             | Nueva Segovia   |
| Santa María de Pantasma | Jinotega        |
| Santa Rosa del Peñón    | León            |
| Santa Teresa            | Carazo          |
| Santo Domingo           | Chontales       |
| Santo Tomás             | Chontales       |
| Santo Tomás del Norte   | Chinandega      |
| Sébaco                  | Matagalpa       |
| Siuna                   | Atlántico Norte |
| Somotillo               | Chinandega      |
| Somoto                  | Madriz          |

| Municipalité  | Département |
| ------------- | ----------- |
| Telica        | León        |
| Telpaneca     | Madriz      |
| Terrabona     | Matagalpa   |
| Teustepe      | Boaco       |
| Ticuantepe    | Managua     |
| Tipitapa      | Managua     |
| Tisma         | Masaya      |
| Tola          | Rivas       |
| Totogalpa     | Madriz      |
| Tuma-La Dalia | Matagalpa   |

| Municipalité         | Département |
| -------------------- | ----------- |
| Villa Carlos Fonseca | Managua     |
| Villa Nueva          | Chinandega  |
| Villa Sandino        | Chontales   |

| Municipalité            | Département     |
| ----------------------- | --------------- |
| Waslala                 | Atlántico Norte |
| Waspam                  | Atlántico Norte |
| Wiwilí de Jinotega      | Jinotega        |
| Wiwilí de Nueva Segovia | Nueva Segovia   |

| Municipalité | Département |
| ------------ | ----------- |
| Yalagüina    | Madriz      |